# Karsten Harries
Karsten Harries (* 25. Januar 1937 in Jena) ist ein deutsch-amerikanischer Philosoph und Kunsttheoretiker. Er lehrt als Howard-H.-Newman-Professor an der Yale University in New Haven, USA.

## Leben
Karsten Harries wurde als Sohn des Physikers Wolfgang und der Schriftstellerin Ilse Harries, geborene Grossmann in Jena geboren und wuchs zunächst in Berlin auf. Kriegsbedingt floh seine Familie zunächst nach Bayern und lebte später in München. In den fünfziger Jahren emigrierte Harries mit seiner Familie in die USA, wo er nach dem Schulabschluss Philosophie an der Universität Yale studierte (B.A. 1958, Ph.D. 1962). Seine Dissertation schrieb er bei George Schrader über den Begriff des Nihilismus (In a Strange Lande: An Exploration of Nihilism. Yale University, 1962). Zwischen 1963 und 1965 war er Assistenzprofessor an der Universität Texas in Austin, die er zugunsten seiner alma mater wieder verließ.
Harries ist verheiratet und hat drei Kinder.

## Forschungsschwerpunkte
Zu Harries Forschungsschwerpunkten gehört die Existenz- und Kunstphilosophie, Ästhetik und Architekturtheorie, besonders die Schriften Hegels, Nietzsches, Heideggers und Sartres.

## Schüler
Laut „The Philosophy Family Tree“ ist Karsten Harries einer der US-amerikanischen Philosophen, die die meisten Dissertationen betreut haben; zu seinen Schülern gehören international renommierte Philosophen wie Seyla Benhabib und Judith Butler.

## Veröffentlichungen (Auswahl)
1. Wahrheit: Die Architektur der Welt (Broschiert 2012)
2. Art Matters: A Critical Commentary on Heidegger’s „The Origin of the Work of Art“ (Springer, 2009)
3. Die bayerische Rokokokirche: Das Irrationale und das Sakrale (2009) (reworked version of The Bavarian Rococo Church)
4. Between Nihilism and Faith: A Commentary on Either/Or (De Gruyter, 2010)
5. Infinity of Perspective (Cambridge, Mass.: MIT, 2001)
6. The Ethical Function of Architecture (Cambridge, Mass.: MIT, 1997), winner of the American Institute of Architects 8th Annual International Architecture Book Award for Criticism.
7. Martin Heidegger: Kunst, Politik, Technik (edited, with Christoph Jamme, 1992), appeared in English as Martin Heidegger: Politics, Art, and Technology (Teaneck: Holmes & Meier, 1994)
8. The Broken Frame: Three Lectures (Washington, D.C.: CUA Press, 1990)
9. The Bavarian Rococo Church: Between Faith and Aestheticism (New Haven: Yale, 1983)
10. The Meaning of Modern Art (Evanston: Northwestern, 1968)